# فاطمة الكتاني
فاطمة الكتاني هي طبيبة نفسيّة وكاتبة لبنانيّة صدر لها عددٌ من الكتب في مجال الصحّة النفسية لعلَّ أبرزها كتاب «خلقه العظيم مع الأطفال - دراسة تحليلية للطفولة في حياة الرسول محمد عليه الصلاة والسلام» الذي يتحدثُ عن نبيّ الإسلام محمد_عليه السلام_كيف يُمكن للأطفال التعلم من خلقه وطفولته وكذا كتاب «استيقظ لترى النور الذي بداخلك» وكتاب «أطلق العملاق من داخل طفلك» وهي كلها كتبٌ لها علاقة بالصحّة النفسية، فضلًا عن كتاب «الهروب من الحرية» كما لها كتبٌ أخرى حول الحياة الزوجيّة والتشارك لعلَّ أهمها كتاب «لعبة الحياة الزوجية: دليلك النفسي نحو حياة زوجية تربح فيها نفسك دون أن تخسر شريكك في العلاقة» وكتب حول الأبناء والتربيّة مثل كتاب «كيف تكسب ابنك المراهق - تعلم كيف تتخطى مع أبنائك صعوبات مرحلة المراهقة!» وكذا أحد أشهر أعمالها وهو كتاب «وصادقت نفسي».

## المسيرة المهنيّة
صدر للكاتبة فاطمة الكتاني عن الدار العربية للعلوم ناشرون في العاصمة اللبنانيّة بيروت كتاب بعنوان «وصادقت نفسي». يندرجُ الكتاب ضمن حقل التطوير الذاتي والعلاج النفسي للمشاكل التي يُمكن أن تطال الفرد والأسرة والمجتمع في العصر الحديث. قالت فاطمة عن هذا الكتاب: «من خلال تجاربي مع نفسي، ومن خلال تجاربي مع آخرين، قلمي بدافع من أحاسيسي، خطّ سطور هذا الكتاب.» تسردُ المؤلِّفة مجموعة من القصص القصيرة من واقع الحياة، أبطالها حقيقيون تراكمت لديهم المواقف والأحداث والظروف التي كان الكثير منها صعبًا فلم يجيدوا فن التعامل معها، أشخاص من مختلف الأعمار ومختلف الأوساط بسبب معتقدات خاطئة وأفكار سلبية ومخاوف وعادات يومية سيئة ونقص في مهارات التواصل مع الآخرين وجهلهم بالنور الذي ينبع من داخلهم كما تقول الكتاني.
واصلت الكتاني نشاطها في نفس المجال الأدبي: مجال التطوير الذاتي والعلاج النفسي للمشاكل، فنشرت كتابًا آخرًا هو «الهروب من الحريّة». تحدثت فاطمة الكتاني في صفحات هذا الكتاب – وهي المعالِجة النفسية المتخصّصة في علاج المشاكل الأسرية – بنوعٍ من الإسهاب عن معاناة الناس مؤكّدة أن مصدرها الضجيج الذي يملأ العقول ويكاد يُحكم السيطرة عليها. هذا الضجيج – في نظر فاطمة – عبارةٌ عن صراعات وتساؤلات وأفكار ومشاعر وتوقعات سلبية، وهو ناجمٌ عن تفاعل واحتياج بعضنا إلى البعض الآخر كما تقول، وميل كل واحد منا إلى إثبات وجوده وسط الآخرين. تقترحُ المؤلِّفة في الكتاب نسقًا تراهُ فريدًا من المعالجة، ضمن إطار عام الهدف منه هو دفع المريض للعيش في التناغم والانسجام الذي يُريد من دون أن يفقد حريّته.
«استيقظ لترى النور الذي بداخلك» هو عنوان كتاب آخر نشرتهُ فاطمة الكتاني عن الدار العربية للعلوم ناشرون عام 2015 في نحو 270 صفحة. يهتمُّ هذا الكتاب – كما هي معظم أعمال الكتاني – بالإنسان باعتباره روحًا وجسدًا وذاتًا مكونة من ذاتين: الذات الروحية أو الحقيقية، والذات الدنيوية أو السفلى كما تقول. حاولت الكتاني في هذا الكتاب الربط بين الجانب النفسي الاجتماعي وبين الجانب الروحي في الإنسان، بحيثُ أوردت الأساليب التي يجبُ على الشخص استخدمها كي يتعدّل أو يُغيّر من سلوكياته وأفكارنه وتوقعاته وكلماته ومشاعره حسب القوانين الروحية. تفصَّلت الكتاني في مفهوم القوانين الروحيّة في هذا الكتاب بحيث تقول أنها مجموعة من الأساليب النفسية الاجتماعية التي استوحتها من القرآن الكريم والسنّة النبوية تساعدُ على مواجهة المواقف في الحياة اليوميّة. ترى فاطمة أنّ هذه المجموعة من الأساليب وفي حالة استخدامها وتطبيقها تُصبح ممارسات يومية أو عادات تُحقق التوازن بين الذاتين. تناولت الكاتبة عملها في أربعة أقسام جاءت تحت العناوين الآتية: القسم الأول: مبادئ أساسية يجب استيعابها قبل أن نستيقظ. القسم الثاني: أساليب الاستيقاظ. القسم الثالث: معيقات الاستيقاظ. القسم الرابع: نتائج الاستيقاظ.
نشرت فاطمة أيضًا كتابها «أطلق العملاق من داخل طفلك الذي صدر عن نفس الدار: الدار العربية للعلوم ناشرون في نحو 223 صفحة، وفيه تتحدث عن المراحل الأولى من عمر الإنسان. تهدفُ الكتاني من خلال هذا الكتاب إلى التعريف بمدى أهمية دور الوالدين في نمو الطفل، فأساليبهما التربوية وطرق تعاملها تساهم في إخراج العملاق من داخله كما تقول. ومن ناحية أخرى، التعريف بمراحل نمو الطفل والتي تبدأ بالمرحلة الجنينية وتنتهي بمرحلة الطفولة المبكرة نهاية العام السادس، حيث يساعد فهمها الوالدين على استيعاب الوسائل العلمية من أجل التعامل الإيجابي مع أطفالهما. يتألَّفُ الكتاب من ثلاثة أجزاء، وهي: الجزء الأول (مراحل النمو) ويتناول هذا الجزء خصائص ونوعية التأثير الذي تمارسه الأم أولاً ومن ثم الأب، للفترة الممتدة من مرحلة ما قبل الميلاد أو المرحلة الجنينية إلى نهاية العام السادس من عمر الطفل، أما الجزء الثاني الذي جاء معنونًا بـ (التربية الإيجابية) فيتضمَّنُ مبادئ أساسية من أجل تربية أفضل، وخطوات التربية الإيجابية، ثم أساليب شائعة في التربية يجب تجنبها، في حين يحملُ الجزء الثالث عنوان (المشاكل الشائعة لدى الأطفال) وتتناول عبره الكاتبة مجموعة من المشاكل الشائعة لدى الأطفال من مرحلة الرضاعة إلى سن سبع سنوات. أسبابها، وطرق التعامل معها.
عزَّزت فاطمة الكتاني من تعاونها مع الدار العربية للعلوم ناشرون فنشرت عبرها كتابًا آخرًا هو «كيف تكسب ابنك المراهق - تعلم كيف تتخطى مع أبنائك صعوبات مرحلة المراهقة!» الذي جاء في 240 صفحة. تحدثت فاطمة في هذا الكتاب عن من هو المراهق، وتُجيب عن تساؤلات الآباء ويبدد حيرتهم كما تقول. اعتُبر هذا الكتاب من قِبل النقاد كتابًا توجيهيًا وتربويًا مستوحى من مجال البحث العلمي وما توصلت إليه الأبحاث والدراسات النفسية الاجتماعية، ومن مجال الواقع في البيت والعيادة. جاء الكتاب لتحقيق هدفين بحسب فاطمة هما: توعية الآباء بخصائص أبنائهم المراهقين وصفاتهم التي تجعلهم يعيشون مرحلة مصيرية من العمر مميزة ومختلفة عن غيرها من المراحل، أما الهدف الثاني فهو تعريف الآباء بالطرق السليمة التي تساعدهم على بناء علاقة جيدة بأبنائهم المراهقين، وفي نفس الوقت تحقق الرضا للطرفين. تضمَّن الكتاب ثمانية فصول تم من خلالها توضيح مجموعة من الأساليب المهمة التي تُساعد الآباء على وقاية وعلاج أبنائهم المراهقين من المشاكل والانحرافات، كما تحدثت بنوعٍ من الاختصار عن العلاقة الزوجية، والعلاقة بين الآباء والأبناء، والعلاقة بين الإخوة، والعلاقة بين الزوجين وأهل كل منهما.
أحدث أعمال الكاتبة فاطمة الكتاني كان كتاب «السموم النفسية» الذي صدر عن الدار العربية للعلوم ناشرون في الثامن من آذار/مارس 2021 في 190 صفحة. طرحت الكتاني في هذا الكتاب ملخصًا للأفكار والمشاعر السلبية الدفينة في الجانب المظلم من نفس الإنسان، وعدم وعيه بها يجعلها كما تقول تُسيطر على عاداته اليومية وردود أفعاله، فتضيع منه فرص إصلاح عيوبه ونقاط ضعفه، ما يضطرهُ لعيش المعاناة واتهام الآخر والظروف والأحداث بأنها السبب. صُنّف الكتاب ضمن كتب الصحة النفسية حيث يُلقي الضوء على الجانب المظلم من النفس ويُرشد إلى طرق عملية تساعد على التعامل مع السموم النفسيّة لتُبطل مفعولها، وتُحوّلها إلى قوة تعمل مع الجسم بدل أن تعمل ضده. تُعرّف المؤلفة فاطمة الكتاني القارئ في صفحات الكتاب على معنى الصحة النفسية، وتوضّح معنى الطاقة وعلاقتها بالإنسان، وكيف يتكوّن الإنسان من جسد ونفس وروح، وتكشف عن العمليات الكيميائية التي تحصل داخل الجسد وتبعًا لذلك تتغير حالتنا النفسية، وتُعرّف كيف تتكون فكرة الخوف التي هي المادة الخام لكل المشاعر السلبية، الطبيعية والمركبة، وتقدّم حالات تمثل تلك المشاعر، وتشرح علاقة العقل الواعي بالعقل اللاواعي، كما تشرحُ التصرفات التدميريّة، وكيف يجب أن تكون العلاقة الحميمة بين الطفل والأم والأب في السنوات الأولى. عرضة فاطمة في هذا الكتاب مواقف وحالات توضّح كيف تتولد السموم النفسية لدى الأطفال، وتُلقي الضوء على نشأة السموم النفسية على مستوى النظام وتتخذ الأسرة كنموذج، ومنها دور الخلافات الزوجية في نشأة السموم النفسية داخل النظام الأسري.

## قائمة أعمالها
هذه قائمةٌ بأبرز أعمال الكاتبة فاطمة الكتاني:
- خلقه العظيم مع الأطفال - دراسة تحليلية للطفولة في حياة الرسول محمد عليه الصلاة والسلام:[20]  دراسة تحليلية للطفولة في حياة الرسول محمد عليه الصلاة والسلام . كتاب يوضح أساليب نبينا محمد عليه الصلاة والسلام في معاملة الأطفال . أساليب تترجم المنهج الرباني في أقواله وأفعاله عليه الصلاة والسلام ، أساليب من وصفه الله سبحانه في كتابه العزيز ، بقوله : " وإنك لعلى خلق عظيم
- استيقظ لترى النور الذي بداخلك[21]  الناشر الدار العربية للعلوم ناشرون 2015 : يلقي الضوء على الكيفية التي يمكننا بها أن نعرف أنفسنا ونفهمها ، لنصل إلى درجة من الوعي بها ، تساعدنا على رؤية النور الذي بداخلنا ، نور الفطرة عندما يلتقي بنور الهداية ، فتنفتح البصيرة ويطمئن القلب ويرتاح العقل ، ونشعر بالأمان والسلام الداخلي
- أطلق العملاق من داخل طفلك[22] الناشر الدار العربية للعلوم ناشرون 2013: يساعدك على أن تستخرج من طفلك أقصى ما يمكن من إمكانياته وقدراته ، ويساعدك على بناء علاقة طيبة وجيدة مع أبنائك . الهروب من الحرية[23]  الناشر الدار العربية للعلوم ناشرون 2019:  حاولت الدكتورة في هذا الكتاب الإجابة عن عدة تساؤلات ، وهي : كيف سنواجه تحديات الحياة ؟ هل ستختار بإرادتنا طريق الحرية الحقيقية ، أم سنختار طريق الهروب من الحرية ؟ كيف نهرب من الحرية رغم أننا نرغبها ؟ وإلى أين نهرب ؟ ولماذا نهرب ؟ . لقد أهدت الكاتبة هذا الكتاب إلى كل من يبحث عن صفاء قلبه وراحة باله ، وإلى كل من يتوق إلى الحرية الحقيقية .
- لعبة الحياة الزوجية: دليلك النفسي نحو حياة زوجية تربح فيها نفسك دون أن تخسر شريكك في العلاقة[24]  الناشر الدار العربية للعلوم ناشرون 2011: دليلك النفسي نحو حياة زوجية تربح فيها نفسك دون أن تخسر شريكك في العلاقة ، إنها لعبة توازن . كيف تكسب ابنك المراهق - تعلم كيف تتخطى مع أبنائك صعوبات مرحلة المراهقة![25]   الناشر الدار العربية للعلوم ناشرون 2011:     تم إعداد هذا الكتاب من أجل تحقيق الهدفين التاليين : أولاً ، توعية الآباء والأمهات بخصائص أبنائهم المراهقين وصفاتهم التي تجعلهم يعيشون مرحلة مصيرية من العمر مميزة ومختلفة عن غيرها من المراحل . وثانياً ، تعريف الآباء والأمهات بالطرق السليمة التي تساعدهم على بناء علاقة جيدة بأبنائهم المراهقين ، وفي نفس الوقت ، تحقق العلاقة الرضا للطرفين وصادقت نفسي[26] الناشر الدار العربية للعلوم ناشرون 2020: كما قالت الدكتورة ، صادقت نفسي عندما عرفتها ، فأحببتها ورعيتها وقدرتها .. صادقت نفسي عندما وجدت فيها هويتي وموطني وملاذي .. وجدت فيها ما كنت أبحث عنه خارج ذاتي ، كنت أبحث عن الأمان والسعادة والخير ، فوجدت فيها الأمان والسعادة والخير .  ويجيب هذا الكتاب عن سؤالين أساسيين ، وهما : لماذا نعيش غربة مع أنفسنا ؟ وكيف نصادق أنفسنا ؟ .
- القلق الإجتماعي والعدوانية لدى الأطفال : الناشر ، دار وحي القلم ، بيروت ، لبنان ، عام 2004 . رسالة الدكتوراه ، من معهد الدراسات العليا للطفولة ، جامعة عين شمس ، عام 2002 .
- السموم النفسية[27] الناشر ، الدار العربية للعلوم ناشرون ، عام 2021 :      الهدف من هذا الكتاب هو إلقاء الضوء على الجانب الدفين في عقولنا اللاواعية ، الجانب الذي يعمل بعيداً عن وعينا ، فيُنقص من جهدنا ويؤثر سلباً على حياتنا ، ويجعلنا عرضة للاضطرابات النفسية والاجتماعية والجسمية .
- الحنين إلى الجنة الناشر ، الدار العربية للعلوم ناشرون ، عام 2022 . رواية .      فجأة ، وبعد أن استيقظت من الحلم ، إذ بالحلم يتحول إلى واقع ، وأدركت أن الحلم لم يكن سوى سراب ، نعم الحلم لم يكن إلا وهماً وسراباً .. فالجنة ليست هنا أو هناك ، إنها في بعد آخر ..  كنا فيها حيث الأمان والسكينة وهبطنا لنعيش حياة الكد والتعب .. ويبقى الحنين إليها هو الدافع والمحرك للبحث عن الأمان المفقود . نبحث عنه في الملهيات وفي العلاقات وفي الانجازات .. وكلما وصلنا إلى هدف من أهدافنا واعتقدنا أننا وصلنا إلى بر الأمان والسعادة اللامتناهية ، طفا الحزن الدفين على السطح فيدفعنا للبحث من جديد عن هدف أو شيء يحقق لنا الإشباع ، وهكذا دواليك .. لنكتشف أننا أمام سراب يبدو للظمآن من بعيد بركة ماء ، وعندما يصل إليه لا يجد سوى رمال جافة ..
- فن التعامل مع الآخرين في المنهج الرباني الناشر ، الدار العربية للعلوم ناشرون ، عام 2023 المنهج الرباني وازن بين الجانبين : الجانب الدنيوي والجانب الروحي ، فالإنسان نفس وروح ، لا يمكننا الارتقاء بمستوى وعينا إن لم نعطِ أهمية للجانب الروحي المتعلق باتصالنا المستمر مع الله ، والتناغم مع تجلياته في الكون ، والتناغم مع مبادئ الفطرة السليمة ، كالعدل والكرم والرحمة والحب .. يقرأ هذا الكتاب كل من أراد أن يتحلى بالقوة الكافية لحماية حدوده دون أن يتجاوز حدود الآخرين ..
- الاتجاهات الوالدية في التنشئة الاجتماعية وعلاقتها بالمخاوف لدى الأطفال  الناشر ، دار الشروق ، عمان – الأردن ، عام 2000 . رسالة الماجستير ، من جامعة محمد الخامس بالرباط ، عام 1997 .